# Tratados de Ciudad Juárez

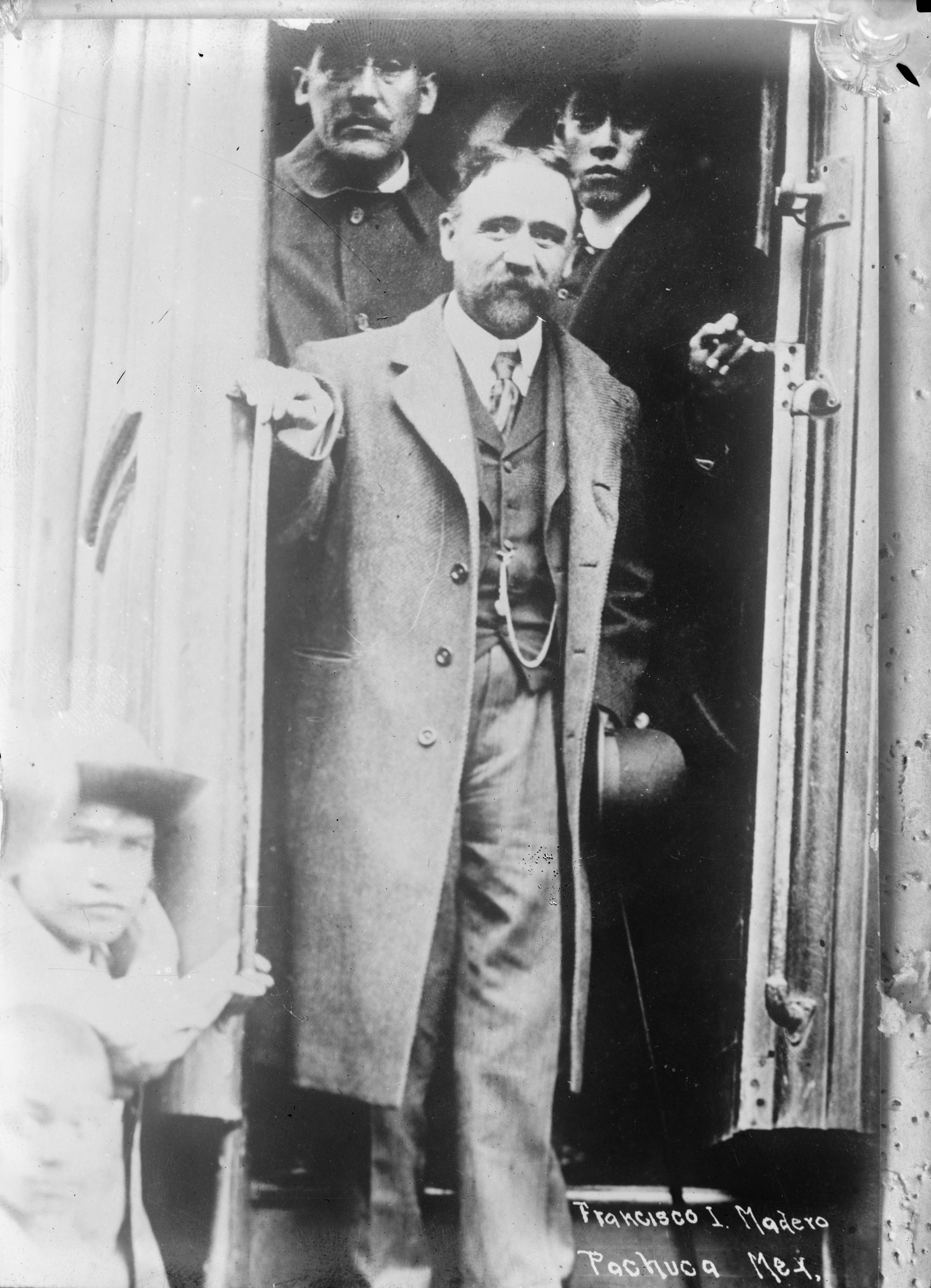
Francisco I. Madero llegando a Pachuca en 1912.

Los Tratados de Ciudad Juárez fueron unos acuerdos de paz firmado el 21 de mayo de 1911 entre el entonces Presidente de México, Porfirio Díaz, y el revolucionario Francisco I. Madero, tras la Toma de Ciudad Juárez. Este acuerdo puso fin a los combates entre las fuerzas que apoyaban a Madero y las que apoyaban a Díaz, y concluyó la fase inicial de la Revolución mexicana.
Los tratados estipulaban que Díaz y su vicepresidente Ramón Corral dimitirían a finales de mayo y que el Secretario de Relaciones Exteriores, Francisco León de la Barra, sería nombrado presidente interino hasta que pudieran llevarse a cabo elecciones. Como resultado Díaz dejó México para exiliarse en Francia.
Significativamente, no hacían mención o instituían alguna reforma social de las que Madero había prometido en ocasiones anteriores. También mantuvieron el marco de gobierno porfirista esencialmente intacto. Además, Madero apoyó la impopular idea de que todos los conflictos por tierras serían resueltos en los tribunales, lo que causó brotes de violencia esporádica, especialmente en las zonas rurales.
Madero entró en la Ciudad de México el 7 de junio de 1911 y en octubre del mismo año fue elegido presidente junto con José María Pino Suárez, su compañero de fórmula, como vicepresidente.

## Aspectos militares que condujeron al tratado
La rebelión contra el gobierno de Porfirio Díaz se desató a fines de 1910, después de que Díaz encarceló a su rival Francisco I. Madero y anunció su victoria en unas elecciones fraudulentas. Las promesas previas de Madero de crear una reforma agraria le habían atraído muchos seguidores. Posteriormente fue liberado de prisión y huyó a San Antonio, Texas, desde donde emitió su famoso Plan de San Luis Potosí. Este manifiesto pedía el derrocamiento violento del porfiriato, el establecimiento de elecciones libres y democráticas, así como también se comprometía a restituir a los campesinos las tierras que les habían sido arrebatadas por los hacendados.

“Conciudadanos:- No vaciléis pues un momento: tomad las armas, arrojad del poder a los usurpadores, recobrad vuestros derechos de hombre libres y recordad que nuestros antepasados nos legaron una herencia de gloria que no podemos mancillar. Sed como ellos fueron: invencibles en la guerra, magnánimos en la victoria”. —SUFRAGIO EFECTIVO, NO REELECCIÓN—
San Luis Potosí, octubre 5 de 1910. Francisco I. Madero

Como respuesta a la proclamación de Madero comenzaron a surgir levantamientos armados a lo largo de México en noviembre de 1910. En el distrito de Guerrero en Chihuahua, Pascual Orozco atacó a las tropas federales y le envió los cadáveres a Díaz con el mensaje: "Ahí te van las hojas, mándame más tamales". Después comenzó las operaciones para amenazar Ciudad Juárez. Además la rebelión de Madero obtuvo apoyo político de Abraham González, quien aceptó el Plan de San Luis Potosí.
Casi al mismo tiempo, los disturbios agrarios en el estado de Morelos se convirtieron por completo en una rebelión bajo la dirección de los hermanos Zapata, Emiliano y Eufemio.

### Orozco y Villa toman Ciudad Juárez

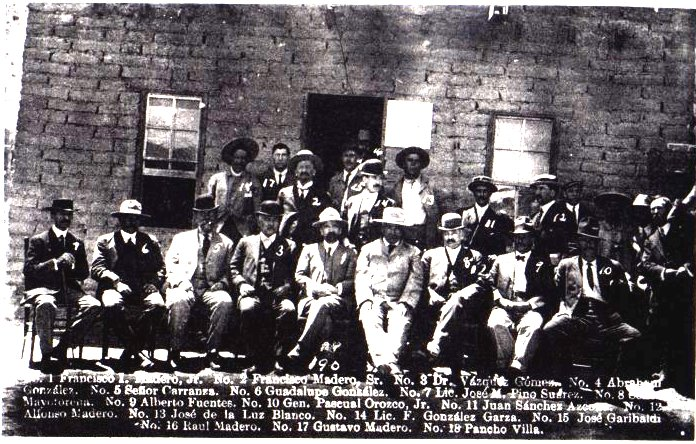
Fotografía oficial de los triunfadores de la Batalla de Ciudad Juárez. Madero está sentado en el centro, Orozco en el extremo derecho y Villa está de pie en el extremo izquierdo.

Alentado por las noticias de los levantamientos, Madero cruzó la frontera de regreso a México en febrero de 1911. A él se unieron Pancho Villa y Orozco. En abril, el ejército comenzó a acercarse a Ciudad Juárez, Orozco y Villa marchaban a la cabeza con 500 hombres cada uno, mientras que Madero los seguía con 1.500 jinetes. La ciudad fue sitiada para finales del mes, después que el ejército de Madero encontró cierta resistencia en el campo de Chihuahua. Madero le pidió al comandante de la guarnición de la ciudad que se rindiera, pero este rechazó con la esperanza de que las fortificaciones que habían construido les permitirían defender la ciudad hasta que llegaran refuerzos.
Preocupado por la posibilidad de que un ataque directo a la ciudad haría que los proyectiles de artillería cruzaran la frontera hacia los Estados Unidos —lo que podría provocar una intervención extranjera— y ante la perspectiva de una serie de propuestas de paz ofrecidas por Díaz, Madero dudó en iniciar el ataque. De hecho ordenó a sus comandantes levantar el sitio. Sin embargo, Orozco ignoró la orden, junto con Villa, José de la Luz Blanco y el italiano José Garibaldi, atacó Ciudad Juárez el 8 de mayo. Después de dos días de combates la ciudad cayó en manos de los insurrectos. Madero intervino personalmente para salvar la vida del comandante de la ciudad, el general Juan N. Navarro, a quien Orozco y Villa querían ejecutar por haber asesinado previamente a los prisioneros de guerra rebeldes. Esto, junto con el hecho de que ambos líderes fueron ignorados por Madero en sus nombramientos políticos, les causó indignación y posteriormente los distanció de él.

### Zapata en el sur y centro de México

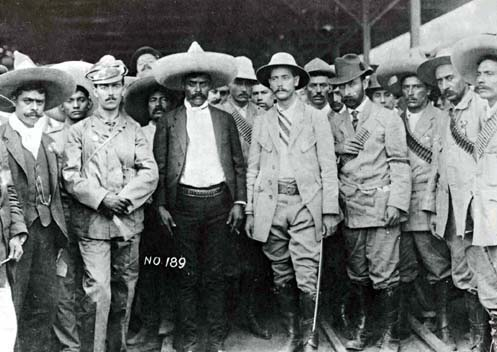
Emiliano Zapata y su estado mayor junto al general Manuel Asúnsolo y al revolucionario Abraham González en Cuernavaca en abril de 1911.

Casi al mismo tiempo que Villa y Orozco marchaban sobre Ciudad Juárez, la rebelión zapatista cobró fuerza y se extendió a los estados de Puebla, Tlaxcala, México, Michoacán y Guerrero. El 14 de abril, Madero había designado oficialmente a Emiliano Zapata como su representante en la región. Sin embargo, a Zapata le preocupaba que si no tenía el control de todas las principales ciudades de Morelos al momento en que Madero concluyera las negociaciones con Díaz, las demandas de su movimiento agrario y la cuestión de la autonomía de Morelos serían ignorados o marginados. La primera acción militar de Zapata fue tomar la ciudad de Chinameca, donde obtuvo suministros esenciales. Posteriormente por motivos estratégicos y políticos, decidió atacar la ciudad de Cuautla. Con el fin de engañar a sus oponentes, inicialmente atacó y tomó las ciudades de Izúcar de Matamoros —que posteriormente fue recuperada por las fuerzas federales— y Chietla. Desde allí realizó un amplio círculo alrededor de Cuautla y capturó Yautepec y Jonacatepec, donde se reunieron más suministros, municiones y soldados. En mayo, de entre todos los centros urbanos importantes de la región, sólo Cuautla y la capital de Morelos, Cuernavaca, estaban fuera de su control.
Zapata comenzó el ataque a Cuautla el 13 de mayo con una tropa de 4000 elementos, contra 400 soldados de élite del llamado "Quinto de Oro", el quinto Regimiento de Caballería del Ejército Federal. La batalla se llevó a cabo durante casi una semana y ha sido descrita como "seis de los más terribles días de batalla de toda la Revolución". Se trató de un combate cuerpo a cuerpo y sin cuartel dado por ambos lados. El general Victoriano Huerta llegó a las inmediaciones de Cuernavaca con 600 refuerzos, pero decidió no acudir en ayuda de Cuautla porque tenía miedo de que la capital se viera envuelta en una revuelta durante su ausencia. El 19 de mayo los restos del "Quinto de Oro" se retiraron de la ciudad, que fue ocupada por los soldados de Zapata. La exitosa captura de Cuautla convirtió a Zapata en un héroe para la gente común en todo México y fue objeto de la composición de nuevos corridos. Después de la toma de Cuautla, el gobierno federal controlaba sólo cinco estados de México y algunas zonas urbanas. El propio Porfirio Díaz indicó más adelante, que mientras que sentía que podía defenderse de Villa y Orozco en Chihuahua, la caída de Cuautla fue el evento que lo convenció para concertar la paz con Madero. Los tratados de Ciudad Juárez se firmaron dos días después de la toma de Cuautla, el 21 de mayo.

## El compromiso

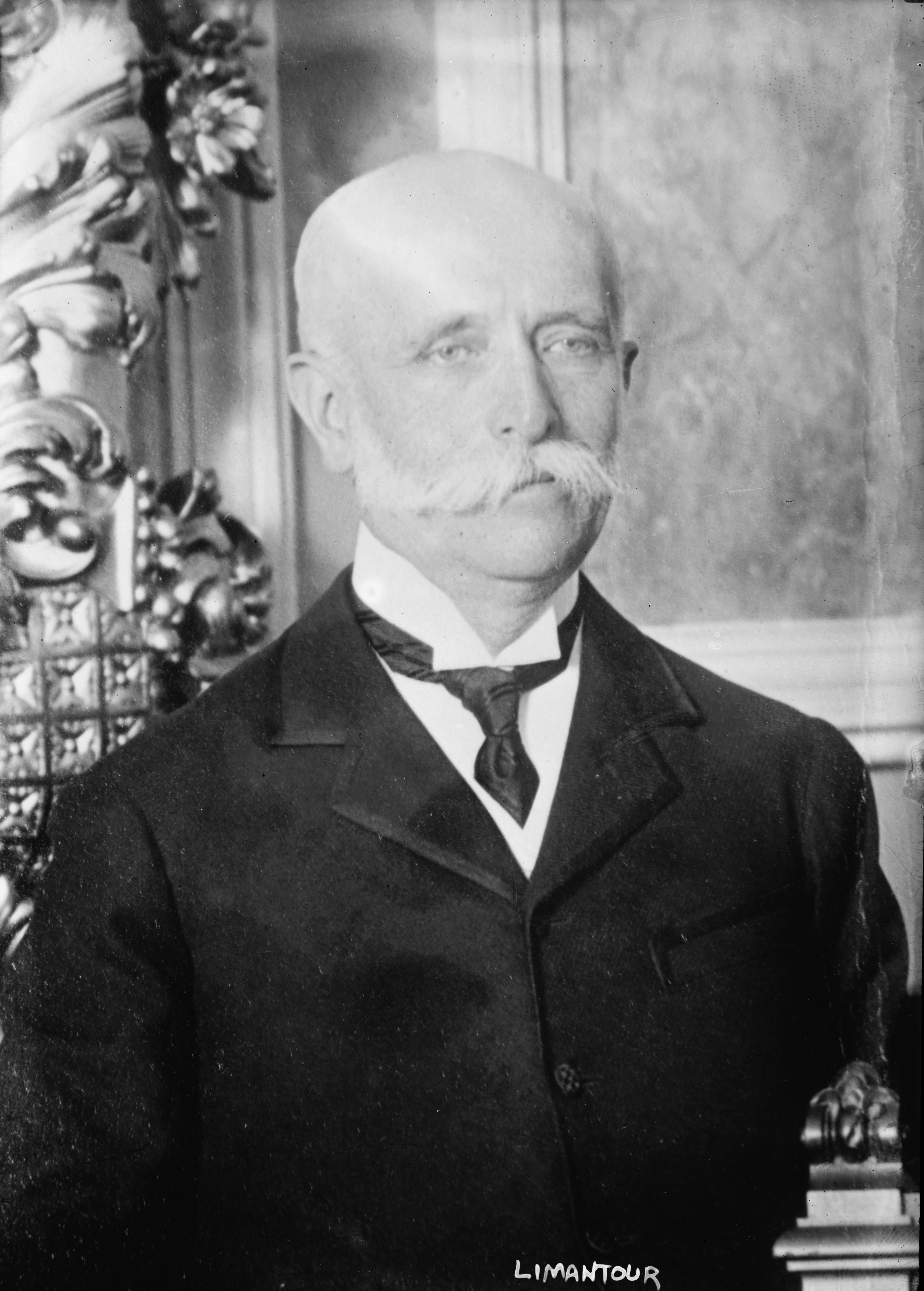
José Yves Limantour, consejero de Díaz, le animó a renunciar a la presidencia.

En marzo de 1911, el padre de Madero y su hermano Gustavo se reunieron en Nueva York con José Yves Limantour —ministro de Hacienda de Díaz— y el embajador de México en los Estados Unidos, con el fin de discutir la posibilidad de firmar la paz entre las dos partes. Limantour propuso poner fin a las hostilidades y ofreció una amnistía para todos los revolucionarios, la dimisión del entonces vicepresidente Ramón Corral, el reemplazo de cuatro ministros del gabinete y los gobernadores de diez estados elegidos por Madero y el establecimiento del principio de la "no reelección", que impediría a Díaz buscar un nuevo mandato como presidente —que hubiera sido el noveno—. Madero respondió positivamente, aunque también señaló que cualquier tipo de acuerdo de paz tenía que incluir una renuncia inmediata de Díaz.
Ante el asedio de Ciudad Juárez y el estallido de la rebelión en Morelos, Díaz y los miembros de su gabinete estuvieron más dispuestos a negociar y lanzaron una "hábil ofensiva de paz", dirigida a Madero. Esta fue en gran medida resultado del pánico entre  los grandes terratenientes asociados con el régimen de Díaz —los hacendados— y la elite financiera, que representaban el "ala moderada" del gobierno. Algunos de los porfiristas de hecho temían que muy pronto Zapata marcharía sobre la propia Ciudad de México, a menos que se acordara la paz con Madero.
El punto de vista moderado en el gobierno de Díaz estaba representado por Jorge Vera Estañol, quien en una nota al Ministro de Relaciones Exteriores escribió que dos revoluciones se estaban llevando a cabo en México: una revolución política, con su base principalmente en el norte, cuyo objetivo era sobre todo establecer elecciones libres y remover a Díaz del poder y una revolución social, cuyo objetivo era la “anarquía”, que se extendía por todo el campo mexicano. Estañol recomendó llegar a un acuerdo con el primer grupo de revolucionarios, aceptando el principio de la “no reelección” y una amnistía general, con el fin de evitar que el segundo grupo tuviera éxito. Además de su temor a la "anarquía", Estañol también estaba preocupado de que la revolución social causara una intervención militar de los Estados Unidos.
Los puntos de vista de Estañol representaban los de la clase alta mexicana, que estaba dispuesta a llegar a un acuerdo con al menos una parte de la clase media para aplastar los levantamientos campesinos, como los de Zapata, que hacían erupción a través de México. Limantour, que en términos generales estaba de acuerdo con Estañol, contaba con el apoyo de los financieros mexicanos, que temían la degradación del crédito internacional de México y una crisis económica general, como consecuencia de la inestabilidad social en curso, así como el de los grandes terratenientes que estaban dispuestos a llegar a un acuerdo con Madero si ponía fin a los levantamientos agrarios.
Estos grupos sociales estaban a la vez en oposición con los elementos más reaccionarios dentro del gobierno de Díaz, la mayoría concentrados en el ejército federal, quienes pensaban que los rebeldes debían tratarse mediante la fuerza bruta. Esta facción estaba representada por el general Victoriano Huerta, quien posteriormente llevaría a cabo un Golpe de Estado contra Madero. Del mismo modo, el general y posible sucesor de Díaz, Bernardo Reyes declaró en una carta a Limantour que "la represión [contra los insurrectos] debe llevarse a cabo enérgicamente, castigando sin piedad a cualquiera que participara en la lucha armada". Al final, Díaz desestimó el consejo de sus generales, tomándolo como "bravatas" y optó por buscar la paz con el “ala moderada” de la revolución. Limantour había logrado por fin persuadirlo de que renunciara.
Al mismo tiempo, también había desacuerdos entre los rebeldes. El "ala izquierda" del movimiento revolucionario, representada por Zapata y Orozco —Villa por el momento, tendía a apoyar a Madero—, advirtió contra cualquier posible compromiso con Díaz. Al final, sus sospechas se vieron confirmadas cuando se comprobó que el tratado que finalmente se firmó descuidaba por completo los asuntos relacionados con la reforma social y agraria de la tierra que eran fundamentales para su lucha.

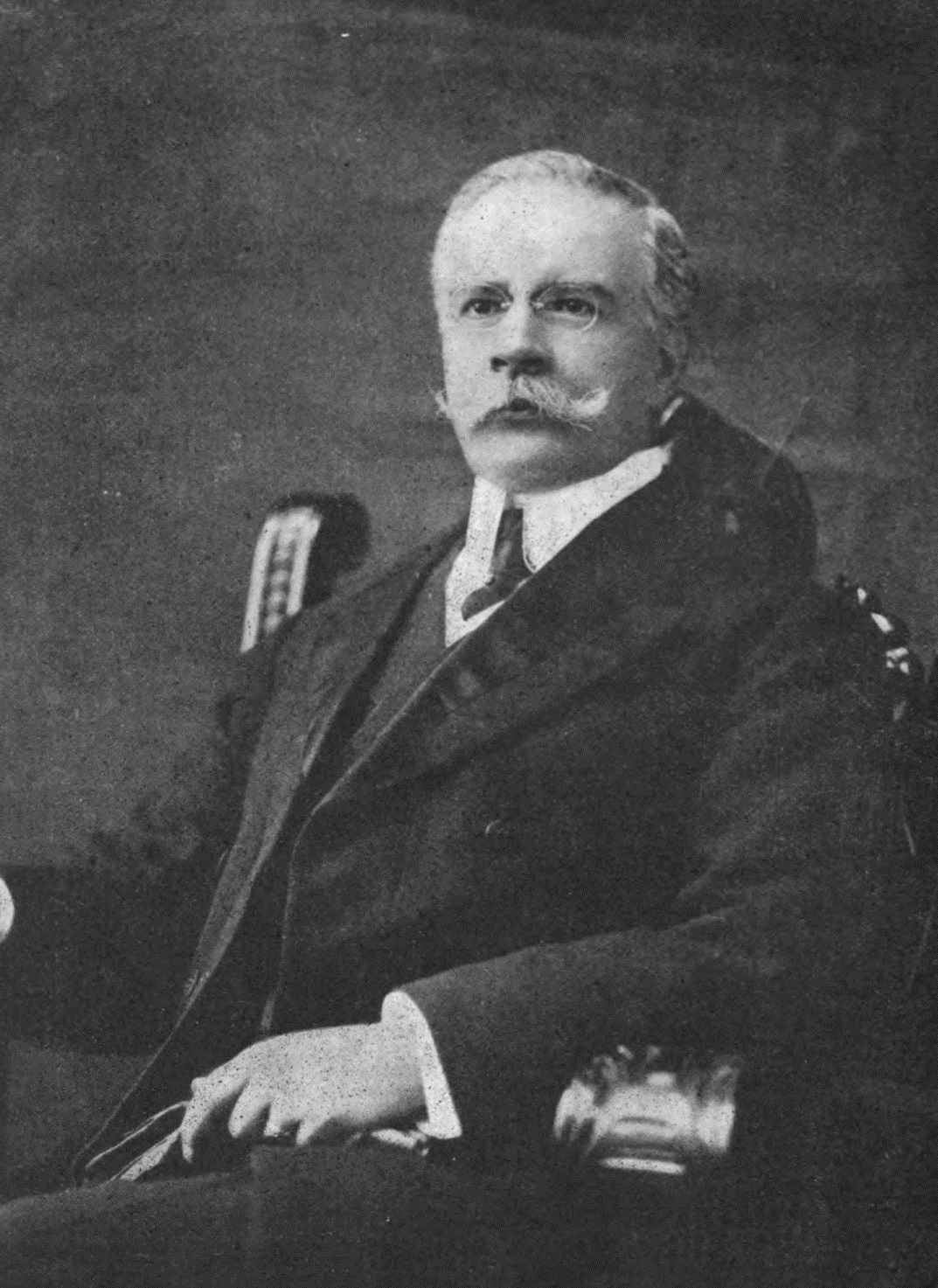
Francisco León de la Barra, presidente interino.

## Los términos de los tratados
Los tratados fueron firmados el 21 de mayo de 1911 en el edificio de la Aduana Fronteriza de Ciudad Juárez, por el representante del gobierno de Díaz, el licenciado Francisco Carvajal y el doctor Francisco Vázquez Gómez, Francisco Madero Hernández y el licenciado José María Pino Suárez, como representantes de los revolucionarios. Su punto más importante eran las renuncias de Porfirio Díaz y de su vicepresidente, Ramón Corral, antes de finalizar el mes de mayo de 1911. También se establecía que de acuerdo a la ley, el secretario de Relaciones Exteriores Francisco León de la Barra sería nombrado presidente interino y que debía organizar elecciones libres tan pronto como fuera posible.
Además el tratado estipulaba que:
- Cesarían las hostilidades entre el gobierno y los revolucionarios.

- Se declararía una amnistía para todos los revolucionarios, con la posibilidad de que algunos de ellos solicitaran su ingreso en las rurales.

- Las fuerzas revolucionarias iban a ser desmovilizadas tan pronto como fuera posible y las fuerzas federales iban a ser el único ejército en México. Esto con el fin de apaciguar a los militares, que se habían opuesto a llegar a un acuerdo con Madero.

- Madero y sus partidarios tenían el derecho de nombrar catorce gobernadores provisionales y aprobar el gabinete de De la Barra.

- Se establecían pensiones para los familiares de los soldados que murieron combatiendo a los rebeldes.

- Los policías, jueces y legisladores estatales, que habían sido nombrados o "electos" durante el gobierno de Díaz conservarían sus cargos.

## Resultados y aplicación

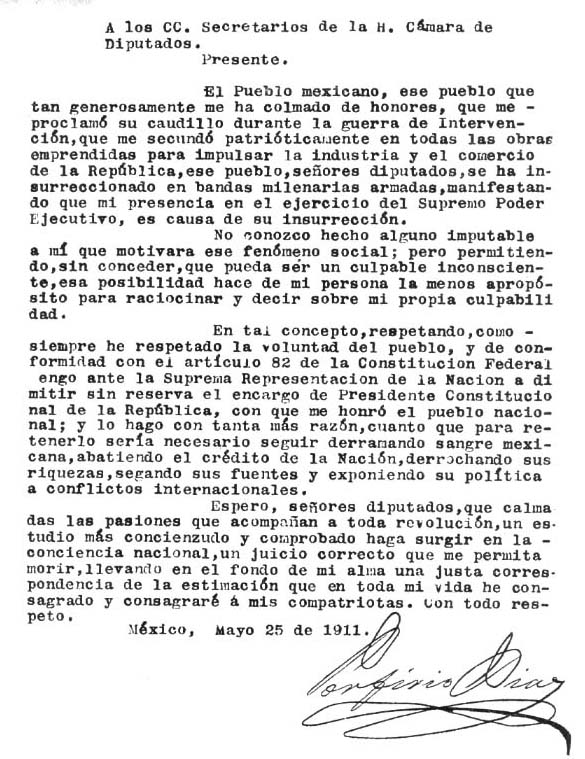
Carta de renuncia de Porfirio Díaz.

Cinco días después de firmados los tratados, el 25 de mayo de 1911, Díaz renunció como estaba acordado, posteriormente se dirigió a Veracruz, desde donde se embarcó a su exilio en Francia. La carta de renuncia de Porfirio Díaz dirigida a la Cámara de Diputados que personalmente leyó en su presencia decía:

El pueblo mexicano que me proclamó su caudillo en la Guerra de Intervención se ha insurreccionado [...] manifestando que mi presencia en el ejercicio del Supremo Poder Ejecutivo, es la causa de su insurrección [...] No conozco hecho alguno imputable a mí que motivara ese fenómeno social [...] En tal concepto, respetando, como siempre he respetado la voluntad del pueblo, y de conformidad con el artículo 82 de la Constitución Federal, vengo ante la Suprema Representación de la Nación a dimitir sin reserva el encargo de Presidente Constitucional de la República con que me honró el voto nacional; y lo hago con tanta más razón, cuanto que para retenerlo, sería necesario seguir derramando sangre mexicana, abatiendo el crédito de la Nación, derrochando sus riquezas, segando sus fuentes y exponiendo su política a conflictos internacionales.

Espero señores diputados, que calmadas las pasiones que acompañan a toda revolución, un estudio más concienzudo y comprobado, hará surgir en la conciencia nacional un juicio correcto que me permita morir llevando en el fondo de mi alma una justa correspondencia de la estimación que en toda mi vida he consagrado y consagraré a mis compatriotas.
Porfirio Díaz.

Francisco León de la Barra fue nombrado presidente provisional y Madero entró en Ciudad de México el 7 de junio. Sin embargo, Zapata se negó a reconocer al gobierno interino de De la Barra y los combates continuaron en Morelos. Madero se reunió con Zapata en varias ocasiones durante el mes de junio. Aunque al principio Zapata confiaba en Madero, con el paso del tiempo le inquietó cada vez más que los objetivos de "su revolución" no se estaban cumpliendo. Le molestó especialmente que Madero parecía no tener planes de llevar a cabo cualquier tipo de reforma agraria o de romper con los grandes hacendados. Además, la prensa en Ciudad de México, que estaba controlada por los terratenientes, comenzó a referirse a Zapata como “bandido” y los generales federales, como Huerta, continuaron atacando a sus tropas con el pretexto de que Zapata seguía movilizándose en clara violación del acuerdo. Por estos motivos prosiguieron presentándose combates esporádicos en el sur de México. En noviembre de 1911, poco después de la toma de posesión de Madero, Zapata publicó el famoso Plan de Ayala, en el que los zapatistas denunciaban a Madero y en su lugar reconocían a Pascual Orozco como presidente legítimo y líder de la revolución.
Madero también se ganó el disgusto de los revolucionarios, entre ellos, Orozco. El primer acto de Madero después de la firma del tratado fue un gesto de reconciliación con el régimen de Díaz. Como resultado del tratado se le dio el derecho de designar a miembros del gabinete de De la Barra. Él eligió en su mayoría a maderistas de la clase alta, incluyendo a su esposa para el cargo en la tesorería. También mantuvo el sistema federal vigente, manteniendo los jueces de turno de la Corte Suprema, los legisladores en las asambleas estatales y federales, y los burócratas de varias agencias federales. Venustiano Carranza —revolucionario que se convertiría en presidente de México—, declaró que: "[...] después del tratado, Madero había entregado a los reaccionarios una revolución muerta que tendría que lucharse de nuevo". Porfirio Díaz, después de partir al exilio observó: "Madero ha desatado un tigre, vamos a ver si puede controlarlo".
Orozco, quien se sentía un instrumento en la victoria de Madero sobre Díaz, fue nombrado simplemente comandante de los rurales de Chihuahua, lo que aumentó su resentimiento. Cuando trató de postularse para gobernador del estado, Madero apoyó a su oponente Abraham González y lo presionó para abandonar la carrera. Cuando a raíz del Plan de Ayala, Madero le ordenó dirigir las tropas federales para reprimir a Zapata, Orozco se negó. En marzo de 1912, Orozco dio a conocer su Plan de la Empacadora y formalmente se declaró en rebelión contra Madero, quien luego de enfrentar ambas rebeliones fue asesinado durante un golpe de Estado encabezado por Victoriano Huerta, quien renunció a la presidencia y huyó del país en julio de 1914, poco después de que Pancho Villa tomara Zacatecas.